# Evgenij Morozov (calciatore)
Evgenij Vladimirovič Morozov (in russo Евгений Владимирович Морозов?; Mosca, 14 febbraio 2001) è un calciatore russo, difensore della Lokomotiv Mosca.

## Caratteristiche tecniche
È un difensore centrale che può essere utilizzato anche come mediano.

## Carriera

### Club
Cresciuto nel settore giovanile della Lokomotiv Mosca, nel 2022 viene ceduto in prestito al Fakel Voronež in Prem'er-Liga. Dopo solo un anno di prestito viene reintegrato nella rosa del tecnico Michail Galaktionov e l'8 dicembre 2023 trova la sua prima rete coi Loko, in occasione della partita di campionato vinta per 2-0 contro l'Ural.

### Nazionale
Il 21 marzo 2024 esordisce in nazionale maggiore, in occasione dell'amichevole giocata (e vinta 4-0) contro la Serbia, subentrando a Maksim Osipenko al minuto 88. Il 15 novembre seguente realizza la sua prima rete con la massima selezione russa nella sfida amichevole vinta per 11-0 contro il Brunei.

## Statistiche

### Presenze e reti nei club
Statistiche aggiornate al 8 dicembre 2023.
| Stagione             | Squadra              | Campionato           | Campionato | Campionato | Coppe nazionali | Coppe nazionali | Coppe nazionali | Coppe continentali | Coppe continentali | Coppe continentali | Altre coppe | Altre coppe | Altre coppe | Totale | Totale |
| Stagione             | Squadra              | Comp                 | Pres       | Reti       | Comp            | Pres            | Reti            | Comp               | Pres               | Reti               | Comp        | Pres        | Reti        | Pres   | Reti   |
| -------------------- | -------------------- | -------------------- | ---------- | ---------- | --------------- | --------------- | --------------- | ------------------ | ------------------ | ------------------ | ----------- | ----------- | ----------- | ------ | ------ |
| 2020-2021            | Kazanka Mosca        | 2D                   | 4          | 0          |                 | -               | -               |                    | -                  | -                  |             | -           | -           | 4      | 0      |
| 2021-feb. 2022       | Kazanka Mosca        | 2D                   | 17         | 4          |                 | -               | -               |                    | -                  | -                  |             | -           | -           | 17     | 4      |
| Totale Kazanka Mosca | Totale Kazanka Mosca | Totale Kazanka Mosca | 21         | 4          |                 | -               | -               |                    | -                  | -                  |             | -           | -           | 21     | 4      |
| feb.-giu. 2022       | Volgar' Astrachan'   | FL                   | 10         | 2          | CR              | -               | -               |                    | -                  | -                  |             | -           | -           | 10     | 2      |
| 2022-2023            | Fakel Voronež        | PL                   | 25+2       | 2          | CR              | 2               | 0               |                    | -                  | -                  |             | -           | -           | 29     | 2      |
| 2023-2024            | Lokomotiv Mosca      | PL                   | 14         | 1          | CR              | 4               | 0               |                    | -                  | -                  |             | -           | -           | 18     | 1      |
| Totale carriera      | Totale carriera      | Totale carriera      | 72         | 9          |                 | 6               | 0               |                    | -                  | -                  |             | -           | -           | 78     | 9      |

### Cronologia presenze e reti in nazionale
| Cronologia completa delle presenze e delle reti in nazionale ― Russia | Cronologia completa delle presenze e delle reti in nazionale ― Russia | Cronologia completa delle presenze e delle reti in nazionale ― Russia | Cronologia completa delle presenze e delle reti in nazionale ― Russia | Cronologia completa delle presenze e delle reti in nazionale ― Russia | Cronologia completa delle presenze e delle reti in nazionale ― Russia | Cronologia completa delle presenze e delle reti in nazionale ― Russia | Cronologia completa delle presenze e delle reti in nazionale ― Russia |
| Data                                                                  | Città                                                                 | In casa                                                               | Risultato                                                             | Ospiti                                                                | Competizione                                                          | Reti                                                                  | Note                                                                  |
| --------------------------------------------------------------------- | --------------------------------------------------------------------- | --------------------------------------------------------------------- | --------------------------------------------------------------------- | --------------------------------------------------------------------- | --------------------------------------------------------------------- | --------------------------------------------------------------------- | --------------------------------------------------------------------- |
| 21-3-2024                                                             | Mosca                                                                 | Russia                                                                | 4 – 0                                                                 | Serbia                                                                | Amichevole                                                            | -                                                                     | 88’                                                                   |
| 7-6-2024                                                              | Minsk                                                                 | Bielorussia                                                           | 0 – 4                                                                 | Russia                                                                | Amichevole                                                            | -                                                                     |                                                                       |
| 5-9-2024                                                              | Hanoi                                                                 | Vietnam                                                               | 0 – 3                                                                 | Russia                                                                | Amichevole                                                            | -                                                                     | 34’                                                                   |
| 15-11-2024                                                            | Krasnodar                                                             | Russia                                                                | 11 – 0                                                                | Brunei                                                                | Amichevole                                                            | 1                                                                     | 61’                                                                   |
| 19-11-2024                                                            | Volgograd                                                             | Russia                                                                | 4 – 0                                                                 | Siria                                                                 | Amichevole                                                            | -                                                                     | 64’ 90+3’                                                             |
| Totale                                                                |                                                                       | Presenze                                                              | 5                                                                     |                                                                       | Reti                                                                  | 1                                                                     |                                                                       |